# 5781 Barkhatova
5781 Barkhatova este un asteroid din centura principală, descoperit pe 24 septembrie 1990, de Nikolai Cernîh.